# One More Time (韓国のTWICEの曲)
『One More Time』（ワン・モア・タイム）は、韓国のガールズグループTWICEの日本での1枚目のシングルである。2017年10月18日にワーナーミュージック・ジャパンによってリリースされた。

## 概要
2017年6月に「#TWICE」で日本デビューを果たしたTWICEにとって、初となるシングル曲である。「#TWICE」は韓国向けに発売された楽曲の日本語版を収録したものであったため、純然たる日本向けの作品は本作が初である。

## 背景とリリース
2017年9月15日、ワーナーミュージック・ジャパンより本シングルのリリースを発表した。9月14日、YouTubeより「One More Time」のティーザー1を、9月28日、ティーザー2を公開。10月5日、ミュージックビデオを公開した。10月13日、シングルリリースに先駆け、収録曲である「One More Time」のデジタル配信を開始。同日、LINE MUSICのリアルタイムチャートで1位を獲得した。

## プロモーション
2017年10月5日、TOKYO FMのラジオ番組SCHOOL OF LOCK!で「One More Time」がオンエアされた。10月17日、日本テレビ系のテレビ番組スッキリに出演し、「One More Time」を披露した。10月19日、SCHOOL OF LOCK!に出演。日本のラジオ番組の出演は初である。10月21日、NHK総合のシブヤノオトに出演し「One More Time」を披露。10月22日、青海P地区 特設ステージ（江東区）にて「めざましテレビ presents T-SPOOK ～TOKYO HALLOWEEN PARTY～」に出演。

## 売り上げ
2017年10月30日付のオリコン週間シングルチャートで、20.1万枚を売り上げ、1位を獲得。また売上枚数においては、1stシングルの初週売上が今年度最高を記録し、さらに海外アーティストの1stシングルの初週売上でも、歴代1位を記録した。11月14日、プラチナ認定を受けた。このことで日本でリリースした初のアルバムとシングルがすべてプラチナ認定された韓国初のアーティストとなった。

## トラックリスト
| #         | タイトル                        | 作詞               | 作曲                                   | アレンジ        | 時間  |
| --------- | ------------------------------- | ------------------ | -------------------------------------- | --------------- | ----- |
| 1.        | 「One More Time」               | 渡辺なつみ YHANAEL | NA.ZU.NA 小久保祐希 YHANAEL            | NA.ZU.NA        | 3:03  |
| 2.        | 「LUV ME」                      | 松本有加           | Albin Nordqvist Malin Johansson 川口進 | Albin Nordqvist | 3:29  |
| 3.        | 「One More Time」(Instrumental) |                    | NA.ZU.NA 小久保祐希 YHANAEL            | NA.ZU.NA        | 3:03  |
| 4.        | 「LUV ME」(Instrumental)        |                    | Albin Nordqvist Malin Johansson 川口進 | Albin Nordqvist | 3:29  |
| 合計時間: | 合計時間:                       | 合計時間:          | 合計時間:                              | 合計時間:       | 13:04 |

| #  | タイトル                                    | 作詞 | 作曲・編曲 |
| -- | ------------------------------------------- | ---- | ---------- |
| 1. | 「One More Time」(Music Video)              |      |            |
| 2. | 「One More Time」(Music Video Making Movie) |      |            |

| #  | タイトル                                  | 作詞 | 作曲・編曲 |
| -- | ----------------------------------------- | ---- | ---------- |
| 1. | 「One More Time」(Music Video Dance ver.) |      |            |
| 2. | 「Jacket Shooting Making Movie」          |      |            |

## リリース歴
| 地域   | 日付           | 規格                     | 販売                           |
| ------ | -------------- | ------------------------ | ------------------------------ |
| 日本   | 2017年10月18日 | CD、CD+DVD、デジタル配信 | ワーナーミュージック・ジャパン |
| 全世界 | 2018年2月7日   | デジタル配信             | ワーナーミュージック・ジャパン |